# 理化学研究所計算科学研究センター
理化学研究所計算科学研究センター (りかがくけんきゅうしょけいさんかがくけんきゅうセンター、英語: RIKEN Center for Computational Science、R-CCS) は、兵庫県神戸市のポートアイランドにある理化学研究所の基盤センターである。
日本における計算科学及び計算機科学の先導的研究開発機関であり、中核拠点である。
2018年4月に理化学研究所計算科学研究機構 (りかがくけんきゅうしょけいさんかがくけんきゅうきこう、英語: RIKEN Advanced Institute for Computational Science、AICS) から名称が変更された。

## 概要

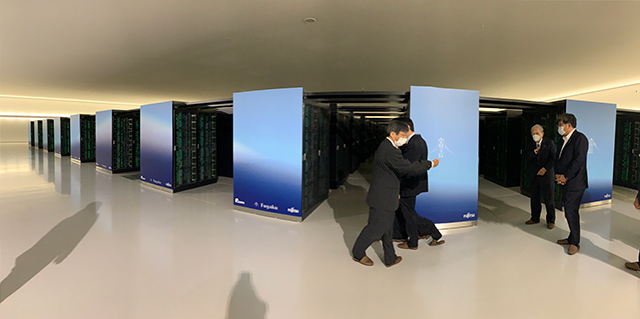
センター内にある「富岳」

計算科学研究機構は2010年7月に次世代スーパーコンピュータの共用に係る業務と、計算資源の利活用を通じた計算科学と計算機科学の連携による研究と発展のために設立された。
2012年9月から次世代スーパーコンピュータである京の共用を開始し、2019年8月の共用終了までに多くの研究機関、大学及び企業が利用し、多くの成果を生み出した。
2013年12月、理化学研究所は文部科学省が2014年度から開始した京の後継機の開発プロジェクトの開発主体となり、翌年4月に計算科学研究機構内に開発プロジェクトが設置され、ポスト京の開発が開始された。
2019年5月にポスト京は富岳と命名された。
富岳は2021年3月から共用開始した。
最寄り駅は神戸新交通ポートアイランド線(ポートライナー) 計算科学センター駅 である。

## 沿革
詳細はセンター沿革及び「京」プロジェクト年表を参照:
- 2006年4月: 第3期科学技術基本計画において次世代スーパーコンピュータが「国家基幹技術」に指定され、理化学研究所が開発主体となる。
- 2006年7月: 次世代スーパーコンピュータが特定先端大型研究施設の共用の促進に関する法律に基づく共用施設とされ、理化学研究所が設置者となる。
- 2007年3月: 次世代スーパーコンピュータの設置場所が神戸に決定される。
- 2010年7月: 計算科学研究機構が設置され、次世代スーパーコンピュータの名称が「京」に決定される。
- 2011年6月: 京がTOP500で世界第1位となる。
- 2011年11月: 京の成果によってゴードン・ベル賞で最高性能賞を受賞する。
- 2012年9月: 京の共用を開始する。
- 2013年12月: 理化学研究所がポスト京の開発プロジェクトの開発主体となる。
- 2014年4月: 計算科学研究機構内にポスト京の開発プロジェクトが設置され、開発が開始される。
- 2018年4月: 名称が「計算科学研究センター」に変更される。
- 2019年5月: ポスト京の名称が「富岳」に決定される。
- 2019年8月: 京の共用が終了する。
- 2019年12月: 富岳の計算機ラック搬入開始
- 2020年5月: 富岳の計算機ラック搬入完了
- 2021年3月: 3月9日、富岳の本格運用開始
- 2025年1月: 1月22日、富岳の次世代フラッグシップシステムの開発コードネームを「富岳NEXT」と発表。
- 2025年3月: 3月28日、富岳NEXTの設置場所を現行の富岳の隣接地（神戸地区）とすることを発表。